# Galattomannani
I galattomannani sono polisaccaridi costituiti da una struttura di mannosio con gruppi laterali di galattosio.
In ordine crescente al rapporto mannosio-galattosio:
- Gomma di fieno greco, mannosio:galattosio ~ 1:1
- Gomma di guar, mannosio:galattosio ~ 2:1
- Gomma di tara, mannosio:galattosio ~ 3:1
- Gomma di carrube, mannosio:galattosio ~ 4:1
- Gomma di cassia, mannosio:galattosio ~ 5:1

I galattomannani sono spesso utilizzati nel settore alimentare come additivi per addensare la fase acquosa. Sono utilizzati sotto forma di farine naturali: gomma di guar (E412), gomma di tara (E417) e farina di semi di carrube (E410).